# Mistrzostwa Słowacji w Lekkoatletyce 2010
Mistrzostwa Słowacji w Lekkoatletyce 2010 – zawody lekkoatletyczne, które 26 i 27 czerwca odbyły się w Nitrze.

## Rezultaty

### Mężczyźni
| Konkurencja:                  | 1. miejsce           | Rezultat    |
| Bieg na 100 m                 | Jozef Švondrk        | 10,61 PB    |
| Bieg na 200 m                 | Jozef Švondrk        | 21,01 PB    |
| Bieg na 400 m                 | Peter Žňava          | 47,47 SB    |
| Bieg na 800 m                 | Jaroslav Szabo       | 1:56,17 SB  |
| Bieg na 1500 m                | Jaroslav Szabo       | 4:01,97 SB  |
| Bieg na 5000 m                | Juraj Vitko          | 15:37,61    |
| Bieg na 10000 m               | Miroslav Vanko       | 32:24,11 SB |
| Bieg na 110 m przez płotki    | Viliam Papšo         | 14,08       |
| Bieg na 400 m przez płotki    | Tomáš Čelko          | 53,75       |
| Bieg na 3000 m z przeszkodami | Roman Vajs           | 9:41,11 SB  |
| Skok wzwyż                    | Peter Horák          | 2,20        |
| Skok o tyczce                 | Tomáš Krajňák        | 4,70        |
| Skok w dal                    | Jaroslav Dobrovodský | 7,58        |
| Trójskok                      | Jaroslav Dobrovodský | 15,77w      |
| Pchnięcie kulą                | Milan Haborák        | 19,45 SB    |
| Rzut dyskiem                  | Petros Mitsides      | 56,63 SB    |
| Rzut młotem                   | Libor Charfreitag    | 78,86       |
| Rzut oszczepem                | Martin Benák         | 70,24       |

### Kobiety
| Konkurencja:                  | 1. miejsce         | Rezultat    |
| Bieg na 100 m                 | Jana Velďáková     | 11,81 PB    |
| Bieg na 200 m                 | Barbora Šimková    | 24,08 PB    |
| Bieg na 400 m                 | Alexandra Štuková  | 54,87       |
| Bieg na 800 m                 | Lucia Klocová      | 2:05,88     |
| Bieg na 1500 m                | Lucia Klocová      | 4:31,25     |
| Bieg na 5000 m                | Katarína Berešová  | 17:28,58    |
| Bieg na 10000 m               | Katarína Berešová  | 35:43,89    |
| Bieg na 100 m przez płotki    | Miriam Cupáková    | 13,34       |
| Bieg na 400 m przez płotki    | Monika Ivanková    | 62,30 PB    |
| Bieg na 3000 m z przeszkodami | Katarina Pokorná   | 11:53,80 PB |
| Skok wzwyż                    | Iveta Srnková      | 1,73        |
| Skok o tyczce                 | Kateřina Musilová  | 3,50 SB     |
| Skok w dal                    | Renata Medgyesová  | 6,63w       |
| Trójskok                      | Dana Velďáková     | 14,10w      |
| Pchnięcie kulą                | Ivana Krištofíčová | 13,74       |
| Rzut dyskiem                  | Ivona Tomanová     | 50,62 SB    |
| Rzut dyskiem                  | Nikola Lomnická    | 65,72       |
| Rzut oszczepem                | Eva Krajcoviechová | 43,74 SB    |

## Maraton
Mistrzostwa Słowacji w biegu maratońskim rozegrano 3 października w ramach 85. maratonu pokoju w Koszycach. Maraton wygrali: Kenijczyk Gilbert Chepkwony (2:08:33 PB) i Etiopka Almaz Alemu (2:36:35).
| Konkurencja: | 1. miejsce        | Rezultat   |
| Mężczyźni    | Imrich Pástor     | 2:23:55 SB |
| Kobiety      | Ingrid Petnuchova | 2:53:42 SB |